# Nathan Tella
Nathan Adewale Temitayo Tella (Lambeth, 5 juli 1999) is een Nigeriaans-Engels voetballer die sinds 2023 uitkomt voor Bayer Leverkusen.

## Clubcarrière

### Jeugd
Tella genoot een groot deel van zijn jeugdopleiding bij Arsenal FC. In 2017 ging hij op de proef bij Reading FC en Norwich City, maar uiteindelijk belandde hij bij Southampton FC.

### Southampton FC
In juli 2020 werd het contract van Tella bij Southampton opengebroken. Tella had op dat moment zijn officiële debuut in het eerste elftal al gemaakt: op 19 juni 2020 had trainer Ralph Hasenhüttl hem in de competitiewedstrijd tegen Norwich City (0-3-winst) in de 88e minuut laten invallen voor Danny Ings.
In het seizoen 2020/21 kwam Tella achttien keer in actie in de Premier League, waarvan zeven keer als basisspeler. Op 15 mei 2021 opende hij zijn doelpuntenrekening in de Premier League: op de 36e competitiespeeldag scoorde hij op het uur de 2-0 tegen Fulham FC (3-1-winst). Tella, die amper twee minuten voor zijn goal was ingevallen voor Danny Ings, bood Theo Walcott later in de wedstrijd de assist voor de 3-1 aan.
In het seizoen 2021/22 mocht Tella slechts veertien keer opdraven in de Premier League, al kreeg hij wel meer speelminuten dan in zijn achttien competitiewedstrijden in het seizoen daarvoor. In negen van die veertien wedstrijden mocht Tella in de basis starten. In januari 2022 ondertekende hij een contractverlenging tot 2025 bij Southampton.

### Burnley FC
In augustus 2022 ondertekende Tella een eenjarig huurcontract bij tweedeklasser Burnley FC. Een dag na de aankondiging van zijn komst liet trainer Vincent Kompany hem al invallen in de competitiewedstrijd tegen Watford FC, die Burnley met 1-0 verloor. Op de vijfde competitiespeeldag opende Tella zijn doelpuntenrekening voor Burnley: tegen Blackpool FC hielp hij Burnley met twee goals aan een vroege 3-1-voorsprong, die weliswaar nog wegsmolt tot een 3-3-eindscore.
Op 11 februari 2023 was Tella, die op dat moment al negen competitiegoals had gescoord, in de 3-0-zege tegen Preston North End FC goed voor een hattrick. Een maand later was hij tegen Hull City AFC met een hattrick opnieuw goed voor alle Burnley-doelpunten. Burnley werd dat seizoen met een overweldigend aantal punten kampioen van de EFL Championship. In alle competities was Tella goed voor negentien goals en vijf assists. Na afloop van het seizoen keerde Tella terug naar Southampton FC, dat juist de omgekeerde weg bewandelde en gedegradeerd was uit de Premier League.

### Bayer Leverkusen
Op de eerste drie speeldagen van de Championship kreeg Tella een basisplaats van Southampton-trainer Russell Martin. Op de openingsspeeldag leverde hij een assist af in de 1-2-zege bij Sheffield Wednesday, op de derde speeldag opende hij de score in de 1-2-zege bij Plymouth Argyle. Eind augustus 2023 maakte Tella evenwel de overstap naar Bayer 04 Leverkusen, dat 23 miljoen euro neerlegde voor de 24-jarige aanvaller.
Op 2 september 2023 maakte Tella zijn officiële debuut voor Bayer Leverkusen: in de 5-1-competitiezege tegen SV Darmstadt 98 werd hij in de 72e minuut vervangen door Jeremie Frimpong. Op 5 oktober scoorde hij zijn eerste treffer voor Bayer tegen Molde FK in de tweede groepswedstrijd van de UEFA Europa League. Mede door zijn goal won de club met 1-2 in Noorwegen. Zijn eerste doelpunt in de Bundesliga scoorde hij op 12 november 2023 in een 4-0-overwinning tegen 1. FC Union Berlin.
Op 3 februari 2024 kreeg Tella na tien invalbeurten zijn eerste basisplaats in de Bundesliga. Twee weken eerder was hij op bezoek bij RB Leipzig wel al na een halfuur ingevallen voor de geblesseerde Jeremie Frimpong.  Tella speelde een belangrijke rol in die wedstrijd: kort na de rust wiste hij het openingsdoelpunt van Xavi Simons uit, waarna Bayer Leverkusen de wedstrijd uiteindelijk nog met 2-3 won. Bij zijn officiële eerste basisplaats, op 3 februari uit bij SV Darmstadt 98, scoorde hij alle goals in de 0-2-zege van de competitieleider.
Op 14 april 2024 stond Tella in de basis in de 5-0-competitiezege tegen Werder Bremen, de wedstrijd waarin Bayer Leverkusen zich verzekerde van de allereerste landstitel uit de clubgeschiedenis.

## Clubstatistieken
| Seizoen | Club             | Competitie     | Competitie | Competitie | Competitie | Beker | Beker | Beker | Internationaal | Internationaal | Internationaal | Totaal | Totaal | Totaal |
| Seizoen | Club             | Competitie     | Wed.       | Dlp.       | Ass.       | Wed.  | Dlp.  | Ass.  | Wed.           | Dlp.           | Ass.           | Wed.   | Dlp.   | Ass.   |
| ------- | ---------------- | -------------- | ---------- | ---------- | ---------- | ----- | ----- | ----- | -------------- | -------------- | -------------- | ------ | ------ | ------ |
| 2019/20 | Southampton FC   | Premier League | 1          | 0          | 0          | 0     | 0     | 0     | —              | —              | —              | 1      | 0      | 0      |
| 2020/21 | Southampton FC   | Premier League | 18         | 1          | 1          | 4     | 0     | 1     | —              | —              | —              | 22     | 1      | 2      |
| 2021/22 | Southampton FC   | Premier League | 14         | 0          | 1          | 4     | 1     | 2     | —              | —              | —              | 18     | 1      | 3      |
| 2022/23 | → Burnley FC     | Championship   | 39         | 17         | 5          | 6     | 2     | 0     | —              | —              | —              | 45     | 19     | 5      |
| 2023/24 | Southampton FC   | Championship   | 3          | 1          | 1          | 0     | 0     | 0     | —              | —              | —              | 3      | 1      | 1      |
| 2023/24 | Bayer Leverkusen | Bundesliga     | 20         | 5          | 2          | 3     | 0     | 0     | 8              | 1              | 1              | 31     | 6      | 3      |
| Totaal  | Totaal           | Totaal         | 95         | 24         | 10         | 17    | 3     | 3     | 8              | 1              | 1              | 120    | 28     | 14     |

## Interlandcarrière
Tella werd geboren in Engeland als zoon van Nigeriaanse ouders. Op 19 november 2023 maakte hij z'n interlanddebuut voor Nigeria: in de WK-kwalificatiewedstrijd tegen Zimbabwe (1-1-gelijkspel) liet bondscoach José Peseiro hem bij de rust aan de kant.

## Erelijst
| Kampioen Bundesliga | 1x | 2023/24 |